# Företagshotell
Företagshotell är lokaler som utnyttjas av flera olika företag tillsammans. Ofta rör det sig om småföretag eller enskild firma.  
Hyran är ofta låg då man delar på utrymmen som konferensrum och möteslokaler. Mängden företag skapar också ett nätverk som ofta leder till nya arbetsuppdrag för de inblandade.
Många större städer har egna företagshotell som bekostas av kommunen. Detta gör att hyran kan hållas nere och främjar en kreativ miljö för små företag i staden.